# Argus Media Germany
Argus Media Germany GmbH (ehemals Argus O.M.R.) ist eine Preisberichterstattungsagentur in Deutschland, die seit 1985 Branchen- und Preisinformationen über die internationalen Ölmarkte bereitstellt. Neben den Rohstoffpreisen veröffentlicht das Unternehmen wesentliche Marktinformationen, Nachrichten und Fundamentaldaten.
Vor allem kleine und mittelständische Unternehmen nutzen diesen Informationsdienst. Im Vergleich zu großen, internationalen Anbietern wie Thomson Energy Financial, Platts oder Argus Media basiert die Preisermittlung bei Argus Media Germany auf telefonischen Umfragen und elektronischen Transaktionsmeldungen auf regionaler Inlandsebene.
Die Kunden von Argus Media Germany sind im Allgemeinen in der Mineralölindustrie zu finden. Dazu gehören Produzenten, Importeure, Mineralöl- und Rohstoffhändler, Marktteilnehmer aus der Tankstellenbranche und die Wirtschaftsforschung.

## Die Entwicklung des Unternehmens
Der O.M.R. Oil Market Report wurde 1985 von Geschäftsführer und Chefredakteur Reinhard Kahnau in Wrist gegründet. Im Jahr 2008 wurde der Firmensitz nach Kellinghusen verlegt und Kahnau führte es als Einzelkaufmann weiter. 2019 erfolgte eine Ausgliederung aus dieser Unternehmung zur O.M.R. Oil Market Report GmbH mit Kuhnau als alleinigem Gesellschafter. Diese wurde im Jahr 2020 durch Argus Media Germany (ein Tochterunternehmen der Argus Media Group) übernommen. Anschließend wurde das Büro unter Geschäftsführer Kevin Schaefer nach Hamburg verlegt.

## Die inhaltliche Entwicklung des Reports
Der Argus O.M.R. Fuels Report liefert Daten und Informationen über den deutschen Mineralölmarkt. Seit der Gründung deckt der Dienst auch den Rotterdamer Mineralölmarkt mit entsprechenden Produktnotierungen für Bargen, fob ARA und Cargos sowie cif NWE (Nordwesteuropa) ab (siehe Incoterms). Später wurde die Berichterstattung auf die deutschen Großhandelspreise ausgeweitet, die seitdem das Kernelement des Berichts bilden. Täglich werden die End-of-Day-Großhandelspreise für Termverträge und zwei Intraday-Notierungen (Prisma) für Heizöl, Diesel und Benzin nach Regionen sortiert veröffentlicht.
Neben der Preisberichterstattung umfasst der Service Grafiken zur Preisentwicklung sowie Chartanalysen und Marktkommentare. Darüber hinaus liefert der Early Morning Report des Unternehmens Informationen zum Marktgeschehen der vergangenen 24 Stunden. Auf der Premium-Info-Page, Teil des Produkts Argus O.M.R. Intraday, werden für Handelsentscheidungen relevante Informationen aggregiert. Dazu gehören auch Wechselkursentwicklungen, Veränderungen der Rheinwasserstände und relevante Börsencharts (z. B. ICE Gasoil/Brent, NYMEX WTI).
Seit der Übernahme durch Argus Media Germany wurde das Angebot erweitert. Zusätzlich zu Großhandelsnotierungen für Heizöl, Diesel und Benzin enthält der Report nun auch Informationen zu den Gasmärkten, wöchentliche Auswertungen der AdBlue-Großhandelspreise und tägliche Preisinformationen für die verschiedenen THG-Ticketkategorien.

## Argus O.M.R. – Inlandsnotierungen
Die Entwicklung der Inlandsnotierungen begann 1985 mit wöchentlichen Notierungen für Normal- und Superbenzin, leichtes Heizöl und schweres Heizöl in DM pro Tonne. Den Anforderungen des Marktes und dem Tempo der ICE (Intercontinental Exchange) in London mit zunehmenden Schwankungen folgend, wurden aus den wöchentlichen Notierungen dann tägliche Notierungen.
Die Art der Veröffentlichung/Versendung der Daten spiegelt die Mediennutzung und die Entwicklung der Informationstechnologie wider.
- ab 1985 per Post, Telex
- ab 1987 per Post, Telex, Fax
- ab 1989 per Post, Fax, Teletex
- ab 1990, per Fax, BTX
- ab 1998, per Fax, E-Mail, Internet
- ab 2000, per Fax, E-Mail, Internet, FTP-Dienst
- ab 2007 zusätzlich durch Mobiltelefone & PDAs
- ab 2011, per Fax, E-Mail, Internet, FTP-Dienst und mobile App
- ab 2020 per E-Mail, Internet, FTP Service, Mobile App, Excel Plugin

## Argus Media Germany – Datenservice
Argus Media Germany verfügt über eine lange Zeitreihe historischer Daten. Nutzer können darauf zugreifen und Trendentwicklungen aus der Vergangenheit in die Zukunft extrapolieren.

## Preisformeln für Lieferverträge
Argus Media Germany bietet Preisformelverträge an, die für Marktteilnehmer die Risiken durch Preisschwankungen verringern sollen.